# Anneliese Klein (Politikerin, 1941)
Anneliese Klein (* 20. Jänner 1941 in Wien) ist eine ehemalige österreichische Politikerin (FPÖ) und Winzerin. Klein war von 1998 bis 1999 Abgeordnete zum österreichischen Nationalrat. 
Klein besuchte von 1942 bis 1952 die Volksschule und von 1952 bis 1956 die Mittelschule. Danach absolvierte sie zwischen 1956 und 1959 eine Lehre und besuchte die kaufmännische Berufsschule für Einzelhandel und Großhandel. Sie war in der Folge von 1956 bis 1960 als Einzelhandelskauffrau tätig und war ab 1969 Winzerin. Im November 2001 wurde Klein der Berufstitel Ökonomierätin verliehen.
Politisch engagierte sich Klein ab 1990 als Gemeinderätin der FPÖ in Gumpoldskirchen und war ab 1995 Gemeinderätin in Semmering. Zudem war Klein ab 1995 Bezirksbauernkammerrätin in Mödling. Sie vertrat die FPÖ kurze Zeit zwischen dem 25. Mai 1998 und dem 28. Oktober 1999 im Nationalrat, nachdem die Abgeordneten Erich Schreiner und Hermann Mentil auf Grund der „Affäre Rosenstingl“ zurücktreten mussten. Ihre Kandidatur für die Nationalratswahl 2002 musste Klein aus gesundheitlichen Gründen zurückziehen.